# Amsterdam Dance Event

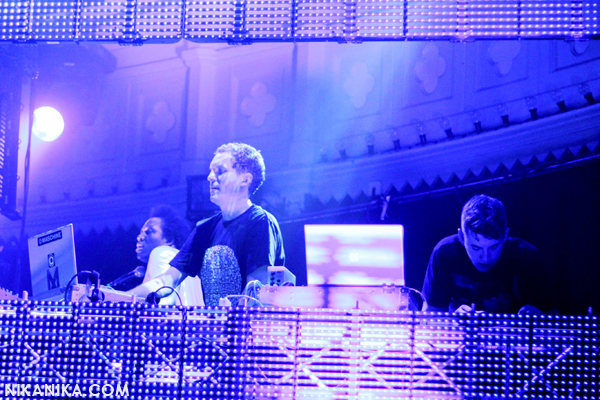
Optreden van Magnetic Man, Skream en Benga in Paradiso, tijdens het Amsterdam Dance Event 2010

Het Amsterdam Dance Event (ADE) is een muziekconferentie, festival en het wereldwijde ontmoetingspunt voor de creatieve industrie gericht op elektronische muziek en vindt sinds 1996 jaarlijks in oktober plaats in Amsterdam. ADE bestaat uit het ADE By Day (conferentie en festival) en ADE By Night (festival) programma. In 2023 trok het evenement voor het eerst meer dan 500.000 bezoekers.

## Activiteiten
Het Amsterdam Dance Event bestaat uit een dag- en een nachtprogramma:
- Overdag functioneert het ADE als een platform voor de elektronische muziekindustrie. Hier staan kennisuitwisseling, inspiratie en netwerken centraal. De programmering bestaat uit conferenties, lezingen, workshops, installaties en demonstraties van belangrijke spelers uit de wereld van de elektronische muziek. De diverse conferentie onderdelen zijn: ADE Pro, ADE Beamlab, ADE Beats, ADE Green, ADE Sound Lab, ADE Tech en ADE University. Felix Meritis is sinds 1999 de hoofdlocatie voor de conferentie, behalve tijdens haar verbouwing van 2016 - 2020, toen de conferentie verhuisde naar het DeLaMar.
- 's Avonds en 's nachts speelt het Amsterdam Dance Event zich af in poppodia, clubs en andere uitgaansgelegenheden in Amsterdam, waar dj's en musici uit binnen- en buitenland voor publiek optreden.

In 2011 werd ADE Playground (tegenwoordig ADE By Day Festival) opgezet als een cultuurprogramma voor overdag, met onder meer kunst, film en fotografie op tientallen locaties verspreid over de stad.
ADE bestond in 2019 uit meer dan 1000 evenementen op ruim 200 locaties.

## Geschiedenis
Het Amsterdam Dance Event werd in 1996 voor het eerst georganiseerd als een samenwerking tussen Richard Zijlma en de stichting Buma/Stemra. Als locatie fungeerde een hotel aan de Vijzelgracht. Nadat dit een succes bleek, volgde in 1997 een grotere tweede editie, waarbij de conferentie overdag in De Balie werd gehouden en er 's avonds voor de ongeveer 300 bezoekers 30 optredens waren in Paradiso, Escape en de Melkweg. In de loop der jaren groeide zowel de conferentie voor zakelijke ontmoetingen overdag, als het aantal optredens tijdens evenementen, feesten en festivals in de avond en werd het Amsterdam Dance Event uitgebreid van twee naar vijf dagen.

### 2011
De editie van 2011 kende ruim 700 dj's en acts die optraden in 52 verschillende clubs in Amsterdam. Naast 130.000 bezoekers werd het festival ook door ongeveer 3000 muziekprofessionals bezocht. In 2011 vond de uitreiking van de DJ Mag Top 100 voor het eerst plaats tijdens het Amsterdam Dance Event. David Guetta was de dj die de prijs in ontvangst mocht nemen.

### 2014
Tijdens de editie van ADE in 2014 waren er ruim 300 evenementen op 85 locaties, die zo'n 350.000 binnenlandse en buitenlandse bezoekers trokken. Tijdens het evenement overleden op verschillende locaties drie personen als gevolg van het verkeerd gebruik van drugs.

### 2015
De editie in 2015 werd bezocht door 365.000 bezoekers en zo'n 5500 professionals uit de dancewereld. De belangrijkste gast was Jeff Mills,  die zich vier dagen in het Rembrandthuis liet opsluiten om daar nieuwe tracks te produceren. Naar aanleiding van de drie doden in 2014 werd deze keer uitgebreid voorlichting gegeven over de gevaren van drugs en was er de mogelijkheid om XTC-pillen te laten testen, maar desondanks overleed opnieuw één persoon aan vermoed drugsgebruik.

### 2018
In 2018 werd de stichting ADE, die voorheen onder de Stichting Buma Cultuur viel, verzelfstandigd. Tegelijk werd directeur Richard Zijlma opgevolgd door Mariana Sanchotene, die eerder werkzaam was bij ID&T, Stage Entertainment en Cirque du Soleil. Zijlma organiseerde nog wel de editie van 2018 van het ADE.
Journalist, musicoloog, popmuzikant en manager Gert van Veen ontving een Lifetime Achievement Award op 17 oktober 2018. Een prijs voor zijn cruciale bijdrage aan de Nederlandse dancescene. Als journalist bij de Volkskrant schreef hij in 1988 een groot artikel over housemuziek, waarna deze muziekstijl populair werd.

### 2020 - 2021
In 2020 en 2021 kon het ADE wegens de coronapandemie slechts in zeer beperkte omvang en aangepaste vorm plaatsvinden.

### 2022
Van 19 t/m 23 oktober 2022 werd het dancefestival voor het eerst weer in zijn gebruikelijke vorm gehouden, waarbij 2500 artiesten op 140 locaties verspreid door de stad optraden. Het totaal aantal bezoekers kwam uit op 450.000 en er deden zich geen grotere incidenten voor.

### 2023
Het Amsterdam Dance Event 2023 vond plaats van 18 oktober tot en met 22 oktober 2023. Een van de twee ADE directeuren, Meindert Kennis, liet weten op te stappen na deze editie. Dit vanwege het feit dat Kennis een nieuwe uitdaging aan zou gaan met zijn gezin in Azië.

## Radio
Wereldwijd is op radiozenders veel aandacht voor het Amsterdam Dance Event. Zo maakt Armin van Buuren zijn radioprogramma A State of Trance live vanuit Amsterdam. BBC Radio 1 en 1 Live zenden mixen uit vanaf het evenement. SLAM! maakt er gedurende het hele evenement live radio vandaan en zendt voorafgaand de SLAM! Dance 1000 uit. Radio 538 heeft hun eigen 538 DJ hotel in de stad. Dance- en houseprogramma The X Vibe maakt met een mobiele set al lopend door de stad een radioprogramma. En ook zenders zoals NPO 3FM en Qmusic besteden er veel aandacht aan.